# Landgang (Schifffahrt)
Als Landgang wird das mehrstündige Verlassen eines Schiffes durch einzelne Besatzungsmitglieder oder die Passagiere während der Liegezeit im Hafen oder auf Reede bezeichnet. Der Landgang soll die langfristig eingeschränkte Bewegungsfreiheit und die damit einhergehenden psychischen Belastungen abmildern. Landgang ist oft nötig, um beispielsweise die Heuer an die Familie zu überweisen, aber auch erforderlich für medizinische Behandlungen, die über die rudimentären Möglichkeiten direkt an Bord hinausgehen.
Das Recht auf Landgang ist in der Maritime Labour Convention festgeschrieben und in verschiedenen nationalen Gesetzen wie dem Deutschen Seearbeitsgesetz. Kürzere Liegezeiten, sinkende Mannschaftsstärken an Bord, schwierige Transportbedingungen wie auch zunehmend restriktivere Sicherheits- und Einreisebestimmungen an Land erschweren es zunehmend, dieses Recht wahrzunehmen.
Auch Programmpunkte an Land im Rahmen von Kreuzfahrten werden Landgang genannt.

## Entstehung
Das Recht auf Landgang besteht seit der Antike.
Seeleute heute befinden sich oft viele Monate am Stück auf dem Meer, wo sie oft nur eingeschränkte Kommunikationsmöglichkeiten mit anderen Menschen als der Crew haben. Landgang und der Besuch von Seemannsclubs sind über Monate oft die einzige Möglichkeit, mit der Familie oder mit Freunden zu kommunizieren. Auch bietet ein Landgang oft die einzige Chance für sensorische Eindrücke, die weder das Schiff, einige technische Hafenanlagen oder das Meer betreffen. Der Landgang soll die Folgen der langfristig eingeschränkten Bewegungsfreiheit an Bord eines Schiffes und die damit einhergehenden physischen und psychischen Belastungen abmildern.

## Rechtliche Lage
Das Recht auf Landgang wird vor allem in der Maritime Labour Convention festgeschrieben, die 2013 in Kraft trat. Die Convention on Facilitation of International Maritime Traffic verlangt von den Unterzeichnerstaaten, dass diese keine Visa für Seeleute auf Landgang verlangen dürfen. Sollte ein Visum verlangt werden, muss nach der Maritime Labour Convention der Reeder die Kosten übernehmen. Im deutschen Recht ist der Landgang in §35 des Seearbeitsgesetzes festgeschrieben. Dieser soll in der dienstfreien Zeit erfolgen.
In Deutschland stellt die Wasserschutzpolizei oder der Bundesgrenzschutz Landgangsausweise aus, die es Seeleuten ermöglichen, an Land zu gehen, ohne ein komplettes Einreiseverfahren zu durchlaufen.

## Praktische Umsetzung

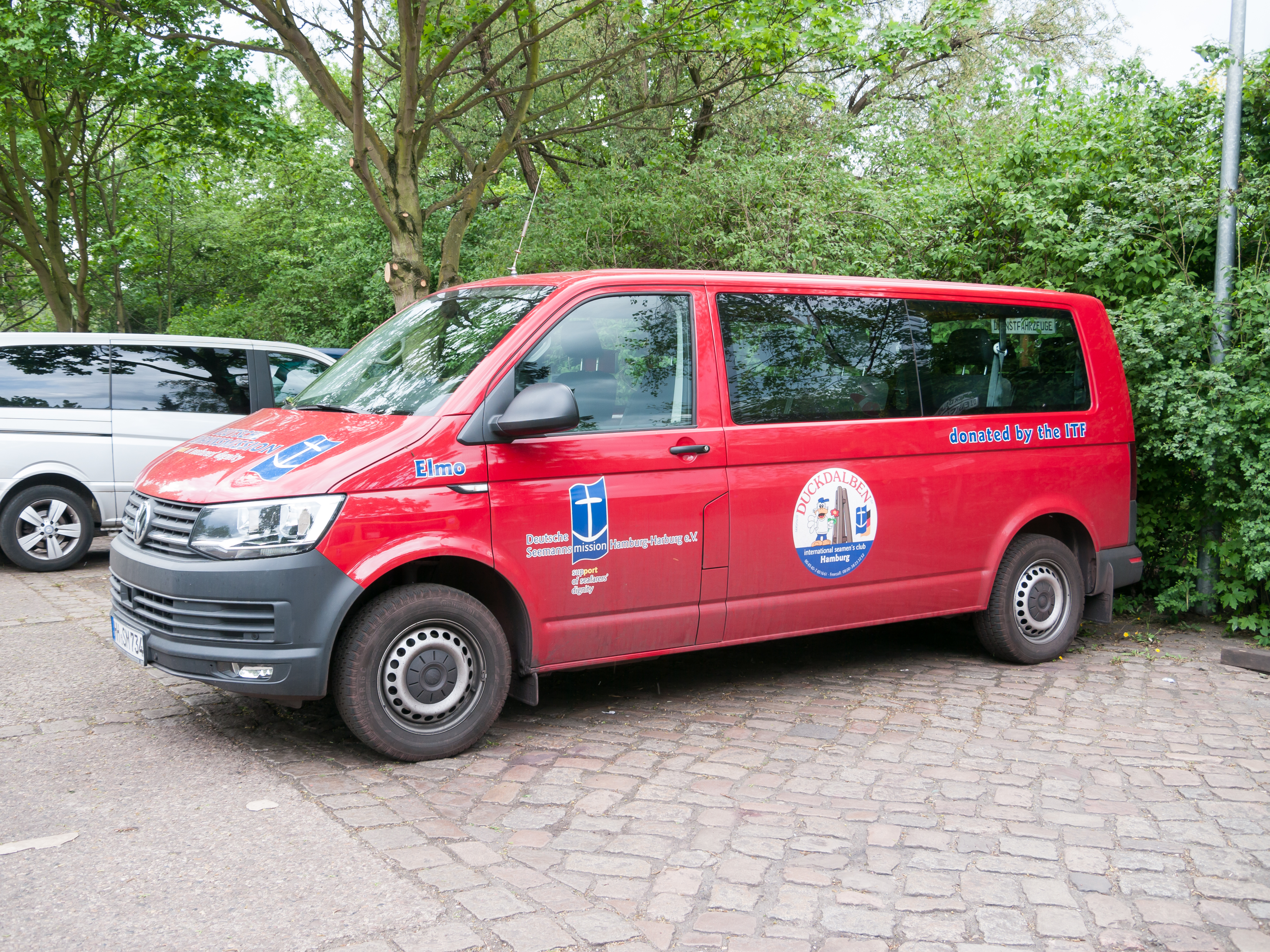
Shuttle des Seemannsclubs Duckdalben, das Seeleute von Bord holt

Vor Beginn der Containerisierung, als Waren noch gesackt oder als Stückgut verschifft wurden, waren die Liegezeiten in den Häfen und damit die Möglichkeit zum Landgang für die Besatzung oft ausreichend gegeben.
Heute zählt eine rasche Abfertigung (Löschen und Laden) eines Schiffes im Hafen, die Liegezeiten haben sich somit erheblich verkürzt. Lagen beispielsweise 1972 noch 75 % der Schiffe vier Tage oder länger im Hafen, war dies bis 1998 darauf geschrumpft, dass sich 80 % der Schiffe weniger als einen Tag im Hafen aufhielten. Seitdem sind die Zeiten weiter geschrumpft. Gerade bei kleineren Feederschiffen beträgt die Aufenthaltsdauer oft nur einige Stunden.
Die Möglichkeit zum Landgang ist in der Frachtschifffahrt oft nur noch eingeschränkt vorhanden. Erschwerend kommt hinzu, dass die entsprechenden Containerterminals oft weit von der Stadt entfernt liegen. Befanden sich die Häfen historisch im oder nahe dem Stadtzentrum, wanderten diese in Industriegebiete, die oft mehrere Kilometer von der Innenstadt entfernt sind und in überschaubaren Zeiträumen oft nur mit dem – für Seeleute nicht verfügbaren – Auto erreicht werden können. Diese dürfen oft aus Sicherheitsgründen zu Fuß nicht betreten werden, auch Taxis wird mit derselben Begründung der Zugang zum Terminal verwehrt. Die Seeleute sind auf Shuttles der Terminalbetreiber angewiesen oder auf Shuttles von einer der zahlreichen Seemannsmissionen, die sich in einem Hafen befinden.
Zunehmend sinkende Besatzungsstärken auf Schiffen sorgen dafür, dass oft größere Teile der Mannschaft zur Wache eingeteilt sind. Auch wenn theoretisch das Recht auf Landgang besteht, muss dieses in der dienstfreien Zeit ausgeübt werden. Wenn im Hafen die ganze Crew arbeiten muss, ist kein Landgang möglich.
Steigende Sicherheitsmaßnahmen, insbesondere durch den International Ship and Port Facility Security Code erhöhen stetig den Zeitraum und Aufwand für Seeleute, um überhaupt legal an Land kommen zu können. Obwohl dies laut der Convention on Facilitation of International Maritime Traffic (FAL) nicht zulässig ist, verlangen einige Staaten von Seeleuten auch für die beschränkte Zeit der Einreise ein Visum. Dies errichtet zusätzliche zeitliche und finanzielle Hindernisse. Laut einer Umfrage des Seamen's Church Institute Center for Seafarer's Rights in den USA 2014 war dort der Hauptgrund für ausfallenden Landgang vor allem die Verweigerung von Visa durch die USA. Einige Länder verweigern Seefahrern auch grundsätzlich den Landgang.

## Soziale Einrichtungen für Seeleute
Angesichts der oft kurzen Liegezeiten und der Probleme, überhaupt in die eigentliche Hafenstadt zu kommen, ist für viele Seeleute die einzige Möglichkeit, an Land zu kommen, der Besuch einer Sozialeinrichtung für Seeleute (Seemannsclub, Seemannsheim, Seafarers Lounge) im Hafengebiet oder in dessen Nähe. Hier gibt es zum Beispiel die Möglichkeit mit der Familie zu telefonieren oder eine einfache medizinische Versorgung zu bekommen. Diese Einrichtungen werden meist von den Seemannsmissionen, anderen Nichtregierungsorganisationen oder manchmal direkt vom Staat betrieben, in Deutschland zum Beispiel durch die Vereine der Deutschen Seemannsmission.